# 約翰·繆爾步道
約翰·繆爾步道（英語：John Muir Trail）是一條位於美國加州的長距離健行步道，途經優勝美地、國王峽谷、紅杉三個國家公園，總長約 338.6 公里 (210.4 英里)。
步道路徑有約 260 公里與太平洋屋脊步道重疊，命名來自於美國國家公園之父，約翰·繆爾。

## 健行
平均來說，需要三個禮拜時間完成步道全程，適合健行的月份落在七月到九月，去年的積雪大多已融化，而今年尚未冷到開始降雪。約有 75%~90% 的健行者選擇由北往南，雖然需要爬升的高度比較高，但可以避免一開始就直接攀登惠特尼峰。
步道內健行需要申請許可。